# キャリー・マリス
キャリー・バンクス・マリス（Kary Banks Mullis, 1944年12月28日 - 2019年8月7日）は、アメリカ合衆国の生化学者。ポリメラーゼ連鎖反応 (PCR) 法の開発で知られ、その功績により、1993年にノーベル化学賞を受賞した。

## 経歴
1944年
ノースカロライナ州レノアで生まれた。サウスカロライナ州コロンビアに移り住み、そこで成長した。ドレハー高校を経てジョージア工科大学卒。1973年にカリフォルニア大学バークレー校から博士号を与えられた。カリフォルニア州に移り、ニューポートビーチ、アンダーソンバレーに住んだ。バイオテクノロジーのシータス社に就職した。そこで、PCR法によるDNAの増幅方法を考案した。
後に、好熱菌のDNAポリメラーゼであるTaqポリメラーゼを用いる改良法が開発された。地球の分子生物学進展に大きな影響を与えた人物である。
免疫に関する研究を行うベンチャー企業を率いていたことが分かっている。
エイズについては、HIVはエイズの原因ではないとするカリフォルニア大学医学部のピーター・デュースバーグ (Peter Duesberg) の説を支持している。
- 当時の同僚で交際相手のジェニファーを乗せてのドライブ中（車種はホンダ・シビック[2]）、現在PCRと呼ばれるDNAの増幅方法のアイデアがマリスの頭の中で突然ともいえる形で組み上がる。この閃きに自分でも驚き車を路肩に寄せて、手元にある紙片に化学式を書き留める[3]。発見の興奮の中「自分が思いつく位なら、他の者が既に発表してるはずだ」と過去の論文を片っ端からあたってみるものの、未発表と判明したが、一方で彼のアイディアを正しく評価する同僚はいなかった[4]。
- 1983年12月16日に実験成功[5]。分子生物学を揺るがす発明を同僚らに話すも重要性が伝わらなかった代わりに友人のビジネスマンが熱心に聞き入って「退職して、自分でパテントを取得してはどうか」と提案するも、その頃はまだ会社勤めが楽しかったマリスはシータス社社員として論文を発表。
- サーフィンが好きで、ノーベル賞受賞が決まった際にも海辺でサーフィンに興じていたことから「サーファーにノーベル賞」と大きく報じられた。かつてLSDやマリファナを使用していたことを公言するなど、奇行も多い人物である。ノーベル賞を確実視されていた一方、自身の言動によって審査員らから危険人物扱いされるためノーベル賞には縁が無いと自身は思い込んでいた。ノーベル財団から受賞の連絡を受けた際には「もらう！もらうよ！」と大喜びする。
- ノーベル賞授賞式にてカール・グスタフスウェーデン国王夫妻から晩餐会の歓待を受けた際、当時タブロイド紙を賑わせていたヴィクトリア王女を話題に「16歳の女の子なら、少し我慢するだけですぐに忘れますよ、大人になる為の良い教訓になるはずです。なんなら年頃の王女に私の息子の一人を婿として娶ってください。交換条件として領土の3分の1を私に頂きたい」と提案する。
- 学界の主流から外れた主張を繰り返すことが多く、本人曰くコッホの三原則に反しているという論拠に依るエイズの原因はHIVではないというエイズ否認論者であると共に、フロンガスによるオゾン層破壊や地球温暖化を否定することなどでも知られる。

## 受賞歴
1990年
- ウィリアム・アラン賞
- Preis Biochemische Analytik of the German Society of Clinical Chemistry and Boehringer Mannheim

1991年
- National Biotechnology Award
- ガードナー国際賞
- R&D Scientist of the Year

1992年
- California Scientist of the Year Award
- ロベルト・コッホ賞

1993年
- 日本国際賞
- ノーベル化学賞
- Thomas A. Edison Award

1994年
- Honorary degree of Doctor of Science from the University of South Carolina

1998年
- Inducted into the National Inventors Hall of Fame 
- Ronald H. Brown American Innovator Award
- カール・ラントシュタイナー記念賞

2004年
- Honorary degree in Pharmaceutical Biotechnology from the University of Bologna, Italy